# Katarina Ulfsdotter (abbedissa)
Katarina Ulfsdotter (Björnram från Västergötland), eller Ulvsdotter, död 15 januari 1461, var en svensk nunna. Hon var abbedissa i Vadstena kloster 1456–1457. 

## Biografi
Katarina Ulfsdotter kom från ätten Björnram från Västergötland och inträdde i klostret år 1409. Vid valet till abbedissa år 1456 valdes Cecilia Petersdotter från Steninge (död 1465), till ämbetet. Cecilia hade dock blivit vald mot sin vilja, och efter att hon hade vägrat att inneha ämbetet trots både hot och övertalningsförsök och hållit sig gömd i klostret i flera timmar, var man tvungen att hålla ett nytt val. Katarina Ulfsdotter segrade i nyvalet. Hennes tillträde ifrågasattes av munkarnas konfessor på grund av hennes höga ålder, och valet var därför oavgjort några dagar. Han övertalades snart att dra tillbaka sin invändning och godkänna valet. Hon vigdes till abbedissa av biskop Nikolaus i Linköping 21 januari. Under sin tid som abbedissa begravde hon sin bror, Otte Ulfsson, som testamenterade egendom till klostret, och agerade också som hans testamentsexekutor. Hon avgick frivilligt på grund av ålder.